# موريس برايس
موريس برايس (بالإنجليزية: Maurice Price)‏ هو لاعب كرة القدم الكندية أمريكي، ولد في 11 سبتمبر 1985.

## وصلات خارجية
- موريس برايس على موقع مرجع كرة القدم المحترفة.كوم (الإنجليزية)